# Scottish Sports Hall of Fame
Le Scottish Sports Hall of Fame, (traduisible par le Temple de la renommée du sport écossais ou Panthéon du sport écossais), est une institution écossaise qui récompense les sportifs écossais qui se sont illustrés par leur palmarès ou la promotion de leur sport. Créé le 30 novembre 2001 par le Conseil des sports (le corps gouvernemental du sport en Écosse), les musées nationaux d'Écosse et la BBC Écosse, ce Hall of Fame est dirigé par la Princesse Anne, l'ancien premier ministre Jack McConnell et l'ancien pilote de formule 1 Jackie Stewart.

L'objectif de cette institution est d'inspirer les nouvelles générations et d'établir un lieu de mémoire du sport écossais au Musée de l'Écosse situé à Édimbourg. Depuis son inauguration, 82 sportifs ont été désignés et font désormais partie du panthéon du sport écossais.
Nombre d'intronisation par années :
- 2002 : 50
- 2003 : 14
- 2004 : 6
- 2007 : 8
- 2008 : 4
- 2010 : 6
- 2012 : 6
- 2015 : 5

## Liste des personnes honorées

### Alpinisme
- Dougal Haston
- Hamish MacInnes

### AthlétismeetHighland Game
- Robert Barclay Allardice
- Bill Anderson (en)
- Donald Dinnie (1837-1916)
- Wyndham Halswelle (1882-1915)
- Eric Liddell (1902-1945)
- Liz McColgan
- George McNeill
- Yvonne Murray
- Arthur James Robertson (1879-1957)
- Ian Stewart
- Lachie Stewart
- Allan Wells

### Aviron
- William Kinnear (1880-1974)

### Baseball
- Bobby Thomson

### Boulingrin
- Richard Corsie
- Willie Wood

### Boxe
- Ken Buchanan
- Benny Lynch
- Walter McGowan
- Richard McTaggart
- Jackie Paterson
- Jim Watt

### Cricket
- Mike Denness

### Curling
- Rhona Martin

### Cyclisme
- Chris Hoy
- Robert Millar
- Graeme Obree

### Football
Joueurs et entraîneurs :
- Jim Baxter (1939-2001)
- Billy Bremner (1942-1997)
- Matt Busby (1909-1994)
- Kenny Dalglish (1951-)
- Archie Gemmill (1947-)
- John Greig (1942-)
- Jimmy Johnstone (1944-2006)
- Denis Law (1940-)
- Ally McCoist (1962-)
- Jimmy McGrory (1904-1982)
- Billy McNeill (1940-2019)
- Rose Reilly (1955-)
- Bill Shankly (1913-1981)
- Gordon Smith (1924-2004)
- Jock Stein (1922-1985)

### Golf
- Willie Anderson
- Tommy Armour
- James Braid
- Sandy Lyle
- Old Tom Morris
- Young Tom Morris
- Belle Robertson
- Jessie Valentine

### Haltérophilieetlutte
- Launceston Elliot
- John McNiven

### Hockey sur gazon
- Sarah Wilson[1]

### Judo
- George Kerr
- Graeme Randall

### Natationetplongeon
- Ian Black
- Kenny Cairns
- Catherine Gibson
- Elenor Gordon
- Peter Heatly
- Ellen King
- Margaret McEleny
- Bob McGregor
- Belle Moore
- Nancy Riach
- David Wilkie
- Jack Wardrop

### Netball
- Claire Maxwell[1]

### Rugby à XV
- Finlay Calder
- Doug Elliot
- Gavin Hastings
- Andy Irvine
- George MacPherson
- Ian McGeechan
- Mark Morrison
- Ken Scotland
- David Sole
- Wilson Shaw

### Shinty
- John Cattanach

### Sport hippique
- Willie Carson
- Ian Stark

### Sport mécanique
- Louise Aitken-Walker
- Jim Clark (1936-1968)
- Jimmie Guthrie (1897-1937)
- Steve Hislop
- Bob McIntyre (1928-1962)
- Colin McRae (1968-2007)
- Jackie Stewart

### Squash
- Alan Clyne (1986-)[1]

### Tennis
- Winnie Shaw (1947-1992)

### Tennis de table
- Helen Elliot Hamilton

### Tir
- Alister Allan
- Shirley McIntosh

### Voile
- Chay Blyth
- Rodney Pattisson
- Shirley Robertson

### Water polo
- George Cornet (1877-1952)

### Multi-sports
- Leslie Balfour-Melville (1854-1937) : cricket, rugby à XV, tennis, golf, billard, curling et saut en longueur.
- Isabel Newstead, championne paralympique en natation, athlétisme, et tir
- Kenneth Grant MacLeod (1888–1967), rugby, cricket, football, athlétisme et golf